# Ksi Serpentis
Ksi Serpentis (ξ Ser) – gwiazda w gwiazdozbiorze Węża, odległa o 105 lat świetlnych od Słońca.

## Charakterystyka
Ksi Serpentis to białożółty olbrzym lub podolbrzym reprezentujący typ widmowy F0 (lub bliski typ A9). Jego temperatura to 7100 kelwinów. Gwiazda ma promień 3,7 raza większy niż Słońce i dwa razy większą masę. Istnieje od około 1,1 miliarda lat. Dość wolno rotuje, jeden jej obrót trwa 5,8 doby. Była zaliczona do gwiazd zmiennych typu Delta Scuti i uznana za osobliwą chemicznie, ale brakuje jednoznacznych dowodów zmienności i obecności pola magnetycznego, które wpływałoby na jej widmo.
Jest to także gwiazda spektroskopowo podwójna. Niezaobserwowana bezpośrednio bliska towarzyszka okrąża jaśniejszą gwiazdę w czasie 2 dni i 7 godzin; odległość między nimi to tylko około 0,05 au.
Para ma także dwie optyczne towarzyszki. Składnik B ma obserwowaną wielkość gwiazdową 13m, a na niebie dzieli go od jaśniejszej gwiazdy 24,9 sekundy kątowej (pomiar z 2012 r.). Gwiazda oznaczona jako składnik C ma wielkość 13,82m i jest oddalona o prawie 18 minut kątowych od głównego składnika, ale wykazuje ten sam ruch własny; w przestrzeni gwiazdy dzieli ponad 34 tysiące jednostek astronomicznych, ponad pół roku świetlnego.